# Linnea Torstenson

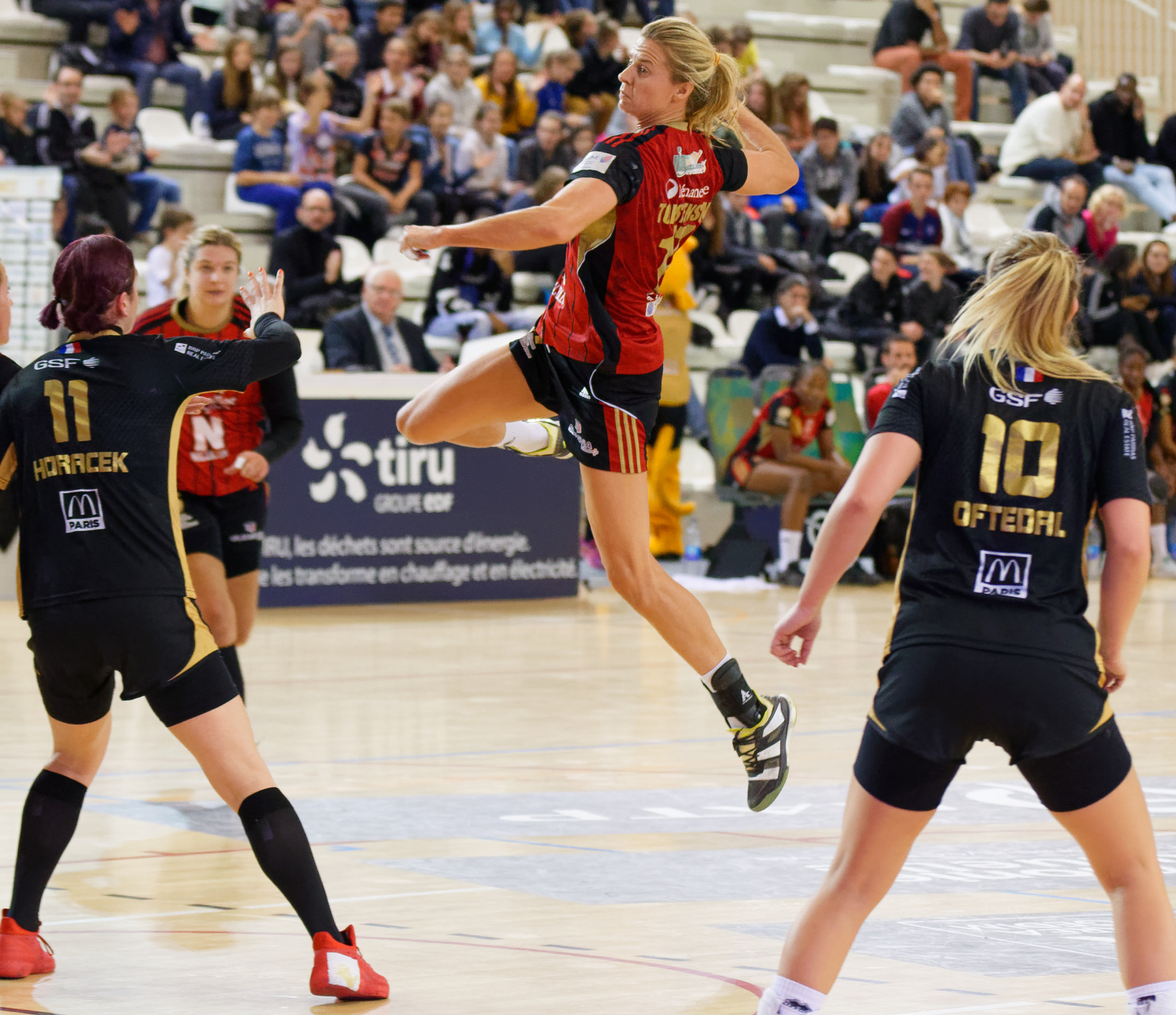
Torstenson au tir avec Nice en 2017.

Linnea Torstenson, née le 30 mars 1983 , est une handballeuse suédoise, évoluant au poste d'arrière gauche. Internationale suédoise entre 2005 et 2016, elle est notamment médaillée d'argent au championnat d'Europe 2010, compétition à laquelle elle est élue meilleure joueuse.

## Biographie
Linnea Torstenson a commencé à jouer au handball à Strängnäs IFK avant de rejoindre le Skövde HF. À l'été 2007, Torstenson rejoint le club de première division danoise GO Gudme Svendborg TGI, qu'elle a toutefois quitté après quelques mois pour revenir à Skövde HF, avec qui elle a remporté le championnat de Suède 2008. Ensuite, Torsteson tente de nouveau l'expérience danoise, mais cette fois avec le club d'Aalborg DH. En 2009, elle échoue en finale du championnat du Danemark face à Viborg HK. En 2010, elle a signé un contrat avec un autre club danois, le FC Midtjylland Håndbold, où elle remporte en 2011 la Coupe de l'EHF et le championnat du Danemark. À l'été 2012, elle a rejoint le club slovène du RK Krim. Mais en janvier 2014, il résilie son contrat avec le club slovène en difficulté financières et signe avec la formation danoise de Viborg HK. En février 2014, elle s'engage pour deux ans avec le club roumain CSM Bucarest à compter de la saison suivante.
En équipe nationale de Suède, Torstenson a joué 143 matchs pour 595 buts. En 2010, elle devient vice-champion d'Europe 2010, compétition où elle est par ailleurs élue meilleure joueuse et termine deuxième meilleure marqueuse avec 48 réalisations. Enfin, elle a également participé avec la Suède aux Jeux olympiques 2012 avec une onzième place sur douze participants.
Pour la saison 2017-2018, elle rejoint le club de Nice, en même temps que sa coéquipière à Bucarest, Carmen Martín.
À l'été 2019, elle retourne au CSM Bucarest, toujours en compagnie de Carmen Martín.

## Palmarès

### En club
compétitions internationales
- vainqueur de la Ligue des champions en 2016 (avec CSM Bucarest)
- vainqueur de la Coupe de l'EHF en 2011 (avec FC Midtjylland)
- vainqueur de la Coupe d'Europe des vainqueurs de coupe en 2014 (avec Viborg HK)

compétitions nationales
- championne de Roumanie en 2015, 2016 et 2017 (avec CSM Bucarest)
- championne du Danemark en 2011 (avec FC Midtjylland) et 2014 (avec Viborg HK)
- championne de Slovénie en 2013 (avec RK Krim)
- championne de Suède en 2008 (avec Skövde HF)
- vainqueur de la coupe de Slovénie en 2013 (avec RK Krim)

### En équipe nationale
championnat d'Europe
- médaille d'argent au championnat d'Europe 2010
- médaille de bronze au championnat d'Europe 2014

### Distinctions individuelles
- élue meilleure joueuse (MVP) du championnat d'Europe 2010[3]